# CPP-NPA-NDF 반란
필리핀 CPP–NPA–NDF 반란은 필리핀 정부와 필리핀 공산당(CPP), 신인민군(NPA), 필리핀 국가민주전선(NDF) 사이의 반란이다.
1969년 창설된 NPA은 1971년부터 유혈사태를 일으켰다. 1년 후 필리핀의 전 대통령 페르디난드 마르코스는 계엄령을 선포했다. 2002년까지 NPA은 필리핀 외부에서 상당한 양의 원조를 받았다. 그러나 나중에는 필리핀 지역 내 지원에서만 전적으로 의존하게 되었다. 1969년부터 2008년까지 반란으로 사망자가 43,000명 이상이 발생했다.

## 배경
NPA은 1969년 3월 29일 필리핀 공산당(CPP)로부터 분리되어 나온 조직이다. 이전까지는 NPA는 CPP 산하의 군사조직 중 하나였으나 투쟁이 효과가 없다고 보고 당을 탈회했다. 베르나베 부카이노 지휘 하의 NPA는 기존 CPP가 따르고 있던 마르크스-레닌주의 노선을 거둬들이고 게릴라전을 통해 신민주주의를 이룬다는 마르크스-레닌-마오쩌둥주의 노선을 따랐다. NPA의 초기 병력은 게릴라군 60명에 무기 35개의 보잘것없는 크기로 추정되었다. NPA은 제2차 세계 대전 당시 일본군에게 저항하고, 태평양 전쟁 종전 이후에는 필리핀 정부와 대항했던 공산주의 반군 후크발라합의 후계단체임을 선포했다.

## 반란
1971년 8월 21일, NPA가 필리핀 마닐라에 열리던 자유당 당대회 무대에 수류탄 2정을 투척하여 9명이 사망하고 95명이 부상을 입은 사건으로 첫 반란활동이 시작되었다. 지역 단위 자원군의 소규모 무장투쟁으로 시작한 NPA는 1972년이 되면 전국구 규모의 무장투쟁단체로 확장된다. 1972년 9월 21일에는 페르디난드 마르코스 대통령이 NPA로부터 자유를 지키기 위해 싸운다는 명목으로 전국에 계엄령을 내렸다. 1974년에는 NPA가 칼비가에서 군 정찰조를 습격하고 무기를 빼앗으면서 전술적작전도 시작하였다.
1969년부터 1976년까지 중화인민공화국이 NPA를 지원하였다. 이후 중화인민공화국이 모든 원조를 끊으면서 5년간 활동이 위축된다. 이에도 불구하고 혁명세, 갈취 및 대규모 해외 지원 시도 등을 통해 반란을 계속 이어나갔다. 이동안 CPP와 NPA는 조선로동당, 마오이즘 노선의 팔레스타인 해방 기구, 일본적군, 산디니스타 민족해방전선, 엘살바도르 공산당, 페루 공산당, 알제리군 등에서 지원을 요청하였다. 위에서 열거한 수많은 단체들이 금전적 지원 외에도 군사 훈련 등 기타 여러 지원을 해주었다. NDF는 홍콩, 벨기에, 유고슬라비아 등을 거점으로 하는 무역회사를 장악하였다. 동시에 필리핀 공산당은 네덜란드에서 병력을 세우고 독일, 프랑스, 이탈리아, 그리스, 아일랜드, 미국, 스웨덴, 중동의 몇몇 국가 등지에 대표단을 보냈다. 이를 통해 다양한 해외 지원을 받을 수 있었으나, 1990년대 전 세계적인 공산주의 정권 붕괴로 이런 지원이 끊기게 되었다.
1970-1980년대에는 도시, 시골 지역을 가리지 않고 청년과 청소년 자원군 수천명이 들어와 조직을 이루었다. 1992년 NPA은 시손이 이끄는 재확인파와 거대한 병력에서 도시반란을 주창하는 거부파, 2개 파로 갈라졌다. 이후 NPA는 13개의 서로 작은 파벌로 갈라졌으며, 그 중 가장 유명한 조직으로는 MLPP-RHB, APP, RPA-M, RPM/P-RPA-ABB, CPLA 등이 있다. 비슷한 시기 필리핀 민다나오섬을 거점으로 모로 분쟁이 일어나면서 NPA의 투쟁에 좋은 조건을 만들어주었다. 1970년대엔 민다나오섬 한곳에서만 모로 분쟁을 진압하기 위해 필리핀군의 70%가 주둔해 있었다. 이는 1976년 MILF와 평화 협정을 맺었음에도 불구하고 주둔해있었던 병력이다. 2000년 기준, 필리핀군의 40%가 모로 분쟁 진압에 투입되고 있다.
2001년, 필리핀군(AFP)는 NPA의 활동을 진압하기 위해 선택적인 초법적 살인 작전을 시작했다. 공산주의 반군 동조자로 의심되는 사람을 중점으로 공산주의의 정치적 기반 자체를 파괴하는 것을 목표로 한 작전을 시작했다. 이 프로그램은 미국이 베트남 전쟁 동안 구현했던 피닉스 프로그램을 기반으로 했다. 캘거리 대학교의 윌리엄 노르만 홀든 박사에 따르면 2001년 1월부터 2012년 10월까지 필리핀 보안군은 1,335명을 초법적으로 살인했다고 보고 있다.
2002년 8월 9일, NPA은 미국 국무부의 해외 테러 조직(FAO)에 목록이 올라갔다. 동시에 이루어지는 반란 진압 작전으로 반란에 부정적인 영향을 미쳤다. 현재 CPP의 정치국 8명의 총서기이자 26개 위원회의 의장을 맡고 있는 당수 호세 마리아 시손은 네덜란드에 살고 있다. 정치국이 존재하지만 NPA의 각 지역지부는 전국적 총지휘부와 상호 의사소통이 어려우며, 이로 인해 각 지부들은 사실상 독립적으로 활동하고 있다.
1969년부터 2008년까지 필리핀 내 공산주의 반란으로 대략 43,000명 이상의 사상자가 발생했다.

## 같이 보기
- 필리핀 CPP-NPA-NDF 반란의 연표
- 마오주의
- 필리핀의 정치적 살해 (2001–2010년)